# 레비 무아나와사
레비 패트릭 무아나와사(영어: Levy Patrick Mwanawasa, 1948년 9월 3일~2008년 8월 19일)는 잠비아의 정치인으로, 2002년부터 2008년 사망할 때까지 제3대 잠비아의 대통령을 지냈다.

## 생애

### 사고
1991년 12월 8일, 무아나와사는 큰 교통사고에 휘말려 그의 보좌관이 그 자리에서 즉사하였다. 음와나와사 본인도 몸의 여러 곳에 상처를 입어 치료를 위해 남아프리카 공화국의 요하네스버그로 후송되었다. 3개월 간의 입원 치료를 받았으며, 이 사고의 후유증으로 발음이 현저하게 불분명하게 되었다.

### 정치
무와나와사는 1992년부터 1994년 사이에 부통령으로서 악습이나 지도자들의 퇴폐, 동료들로부터의 저항에 대항하였다. 하지만, 1996년 다당제 민주운동(MMD)의 대통령 후보로 출마했다가 현직 대통령 프레더릭 칠루바에게 패하면서 정치 일선에서 물러났다.

### 대통령 첫 번째 임기
무와나와사는 2000년 8월, MMD의 국가 평의회에 의해 2001년 잠비아 대통령 선거의 후보자로 지명되었다. 다음 해 12월 27일에 행해진 대통령 선거에선 11명의 후보의 격전이 펼쳐졌지만, 전 부통령이었던 고드프리 미얀다와 크리스턴 템보를 제치고 불과 29%의 득표율을 기록함에도 불구하고, 최다 득표를 얻어 당선되었다. 공식 결과에 의하면 앤더슨 마조카가 27%를 득표해 무아나와사와 접전을 펼쳤다.
무아나와사는 선거에서 승리해 2002년 1월 2일 대통령으로 취임하였다. 그러나 대통령 선거 결과에 대해서 마조카가 소속된 개발 통일당 (UPND) 등의 야당들이 부정 투표 의혹을 제기하였고, 잠비아 내외의 선거 감시단도 부정 투표나 선거인명부의 결함, 불평하고 편향된 언론의 보도 등 선거 운동과 투표에 중대한 부정이 있었다고 지적하였다. 이로 인해 대통령 선거에서 경합한 세 명의 후보가 부정 선거 의혹을 이유로 고등 법원에 청원하였으나, 재판소 측에선 선거에 결함이 있던 것은 인정했지만, 그것이 결과에 영향을 주는 것은 아니라고 판단해 소송을 기각하였다.
2005년 1월 무아나와사는 지금까지 잠비아 정부가 빈곤에 신경쓰지 못한 것을 국민들에게 사죄하였는데, 유엔에 의하면 잠비아는 국민의 75%가 하루 1달러 미만으로 살아가지 않으면 안되는 상태였다.

### 대통령 두 번째 임기

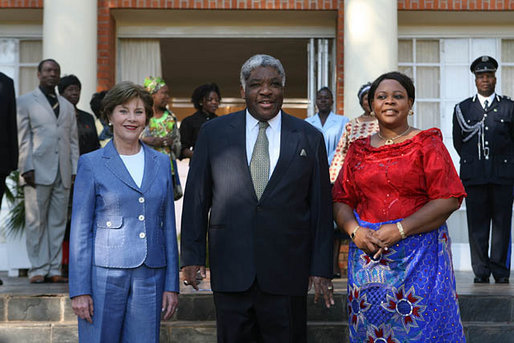
미국 영부인 로라 부시 (좌측), 잠비아 대통령 레비 무아나와사 (중앙), 무아나와사의 부인 모린 무아나와사 (우측).

무아나와사는 재선을 목표로 2006년 9월 28일에 행해진 대통령 선거에 입후보하였다. 주 도전자로 야당 애국 전선의 마이클 사타가 주목받고 있었다. 하지만 무아나와사는 공식 결과로 42.98%의 득표를 얻어 마이클 사타를 누르고, 그 해 10월 재선이 정해졌다.
그는 며칠 후에 새로운 내각을 지명해 부통령으로 통일 민족 독립당 (UNIP)의 루피아 반다를 임명하였다.
2008년 6월 29일 아프리카 연합 정상 회의에 참석하기 위해 이집트의 샤름엘셰이크에 머물고 있던 그는 뇌경색으로 인해 긴급 입원하였고, 7월 1일 프랑스로 반송되었다. 원인은 고혈압성의 뇌내 출혈이었으며, 무아나와사가 직무 수행하는 것이 어렵게 되자 부통령인 반다가 대통령을 직무를 대행하였다.
무아나와사는 파리 시내의 병원에서 치료를 받고 있었지만, 성과를 보지 못하고 2008년 8월 19일에 60세의 나이로 사망하였다. 이 여파로 부통령이었던 루피아 반다가 잠비아의 후임 대통령이 되었다.

## 역대 선거 결과
| 선거명      | 직책명        | 대수 | 정당               | 득표율 | 득표수      | 결과 | 당락 |
| ----------- | ------------- | ---- | ------------------ | ------ | ----------- | ---- | ---- |
| 2001년 선거 | 잠비아 대통령 | 3대  | 다당제민주주의운동 | 29.15% | 506,694표   | 1위  |      |
| 2006년 선거 | 잠비아 대통령 | 3대  | 다당제민주주의운동 | 42.98% | 1,177,846표 | 1위  |      |